# Papilys
Papilys − wieś na Litwie, w okręgu poniewieskim, w rejonie birżańskim, w gminie Popiel, nad Rovėją. W 2011 roku liczyła 174 mieszkańców.